# Jordi Monjonell i Tusell
Jordi Monjonell i Tusell   (Vilassar de Dalt, 4 de setembre de 1958) és un expilot de motocròs i enduro català que destacà en totes dues disciplines a final de la dècada de 1970 i començaments de la de 1980, època durant la qual guanyà un Campionat estatal de motocròs i tres Campionats estatals d'enduro, tots ell en cilindrades petites.
Actualment, dirigeix l'establiment familiar de planxisteria i pintura al seu poble, i en el vessant esportiu és un conegut jugador de Pitch and Putt, essent el president del Club vilassarenc d'aquest esport.

## Trajectòria esportiva
A catorze anys convencé son pare que li comprés una Montesa Fura, la qual amb el temps s'anà transformant ell mateix en una moto de motocròs i hi practicava sovint, sobretot els dies de pluja, pel fang. Amb quinze anys acabats de fer, aconseguí una Bultaco Lobito 75, i tot i que era més ràpida que la Fura també la modificà, canviant-li la camisa del cilindre per una de Montesa Cota 123. Amb aquesta moto n'aprengué força i a setze anys decidí començar a competir, per la qual cosa se la vengué i es comprà una Pursang MK7 ajudat pel seu germà Manuel, transformant-la tot seguit a Pursang MK8. El 1975 disputà la seva primera cursa, les 3 Hores Tot-Terreny de Premià, aconseguint acabar-la malgrat fer-ho en la darrera posició. Aquell mateix any prengué part en altres curses, però no en pogué acabar cap. En acabar la temporada, un xic desmoralitzat, s'assabentà de la creació del Trofeu Montesa de cara a 1976, i decidí vendre's la Pursang i comprar una Montesa Cappra 125 al concessionari Isern. Un cop començat el Trofeu, a començaments de 1976, en guanyà la primera cursa i seguí obtenint bons resultats fins a acabar la competició en setena posició final. Acabat el trofeu, seguí corrent tot l'any amb la Cappra ajudat per Isern.
El 1977 es canvià la Cappra per la nova versió VB i s'apuntà a la primera prova del Trofeu Montesa, a Granollers. Allà l'anà a trobar Manuel Olivencia, antic pilot de motocròs i aleshores directiu de Derbi, i li oferí una moto oficial de la marca per a participar en el Trofeu estatal júnior de 74 cc, que començava a Elda poc després. Monjonell acceptà i protagonitzà una temporada plena d'èxits, aconseguint finalment el títol de Campió d'Espanya Júnior de 74cc. El 1978 seguí com a oficial de Derbi competint en el Campionat estatal sènior de motocròs. Aquell any, formant parella amb Andreu Rabasa, guanyà les 3 Hores de Premià pilotant una Derbi 250.
El 1979 decidí canviar d'especialitat i es passà a l'enduro, canviant també de marca en fitxar per Puch. La seva primera temporada pilotant la Cobra TT de la marca austríaca aconseguí guanyar el Campionat estatal sènior de 75 cc. Els dos anys següents revalidà el títol de campió d'Espanya, ara ja en la categoria superior i en 80 cc.

## Palmarès motociclista
- 1 Campionat d'Espanya de motocròs júnior 75 cc (1977, Derbi)
- 1 Campionat d'Espanya d'enduro sènior 75 cc (1979, Puch)
- 2 Campionats estatals d'enduro 80 cc:
  - 1980 (Puch)
  - 1981 (Puch)

### Palmarès al Campionat d'Espanya d'enduro
| Any  | Motocicleta | 75 cc     |
| ---- | ----------- | --------- |
| 1979 | Puch        | 1r Sènior |
| 1980 | Puch        | 1r        |
| 1981 | Puch        | 1r        |
| 1982 | Puch        | 8è        |